# Paul Lüönd

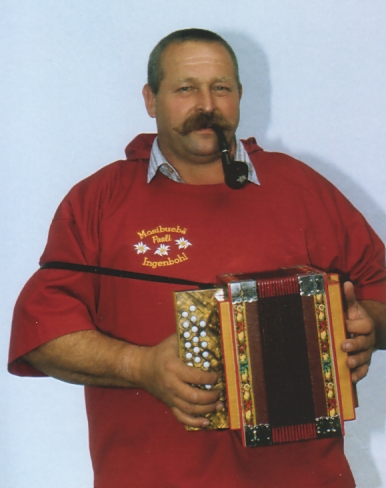
Paul Lüönd

Paul Lüönd (* 15. April 1950 in Ingenbohl; † 3. April 2014 ebenda) war ein Schweizer Schwyzerörgeler und Politiker.

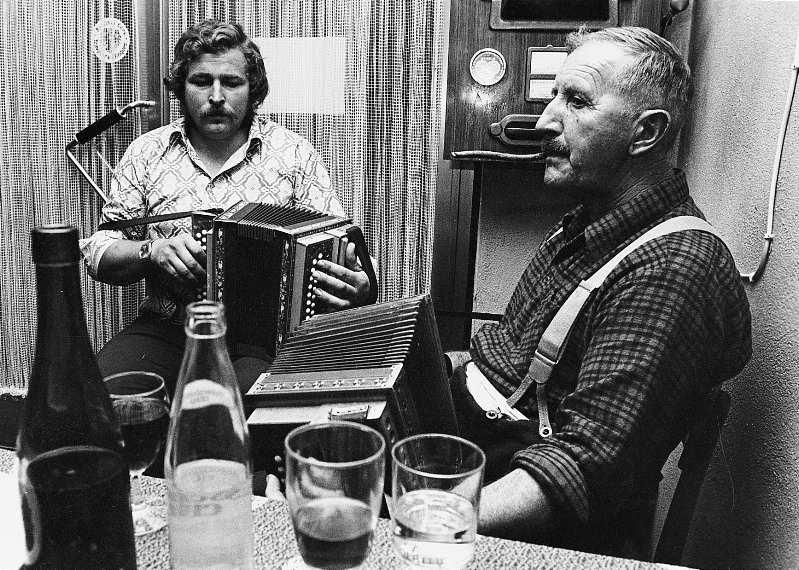
Paul & Rees

## Musikalische Laufbahn
Der aus Ingenbohl stammende Paul Lüönd spielte seit etwa 1968 mit dem Schwyzerörgeli. In den 70er Jahren konnte er etliche Male mit Rees Gwerder aufspielen und lernte so auch viele Stücke kennen. Ab 1970 spielte er auch mit seinem Bruder Alois Lüönd als Schwyzerörgeliduo auf. Vor allem Alois Lüönd konnte von Martin Nauer die alten Tänze von Josef Stump erlernen, die Martin Nauer von Balz Schmidig überliefert bekam, welcher noch mit Josef Stump selber spielte. Im Jahre 1976 lernte der jüngste Bruder Daniel Lüönd den Bass. Somit wurde das Schwyzerörgelitrio Mosibuebä gegründet. Die Formation wurde zu einem Schwyzerörgeliquintett mit Daniel Gwerder und Philipp Schuler verstärkt. Alle Tänze von Josef Stump und Balz Schmidig sowie die eigenen werden nur mit dem Gehör von Musiker zu Musiker weitergegeben. Noten existierten fast nicht und konnten auch gar nicht gelesen werden. Zudem spielte er noch mit den Retomons & Waschi GmbH und der Zündhölzli-Musig mit. Im März 2014 teilten die Mosibuebä ihre Auflösung mit, da Paul Lüönds Gesundheit das Musizieren nicht mehr zuließ. Kurz darauf verstarb Paul Lüönd. Durch Reto Grab wurden fast alle Stücke noch in Notenheften festgehalten. Unter der Leitung von Reto wurden mit der Mosi-Musig + 2 CDs mit Pauls Musik produziert.

## Politische Laufbahn
Paul Lüönd war für Ingenbohl als Vertreter der SVP im Schwyzer Kantonsrat. Seine Nachfolge trat seine Tochter Cornelia während 8 Jahren an.

## Privat
Paul Lüönd wuchs mit drei Brüdern im Mosi in Ingenbohl im Kanton Schwyz auf. Er arbeitete als Maschinist von 1972 bis zur Pensionierung bei der Firma Auf der Maur in Schwyz. Er war verheiratet und wurde Vater zweier Kinder. Paul Lüönd verstarb am 3. April 2014 nach schwerer Krankheit.

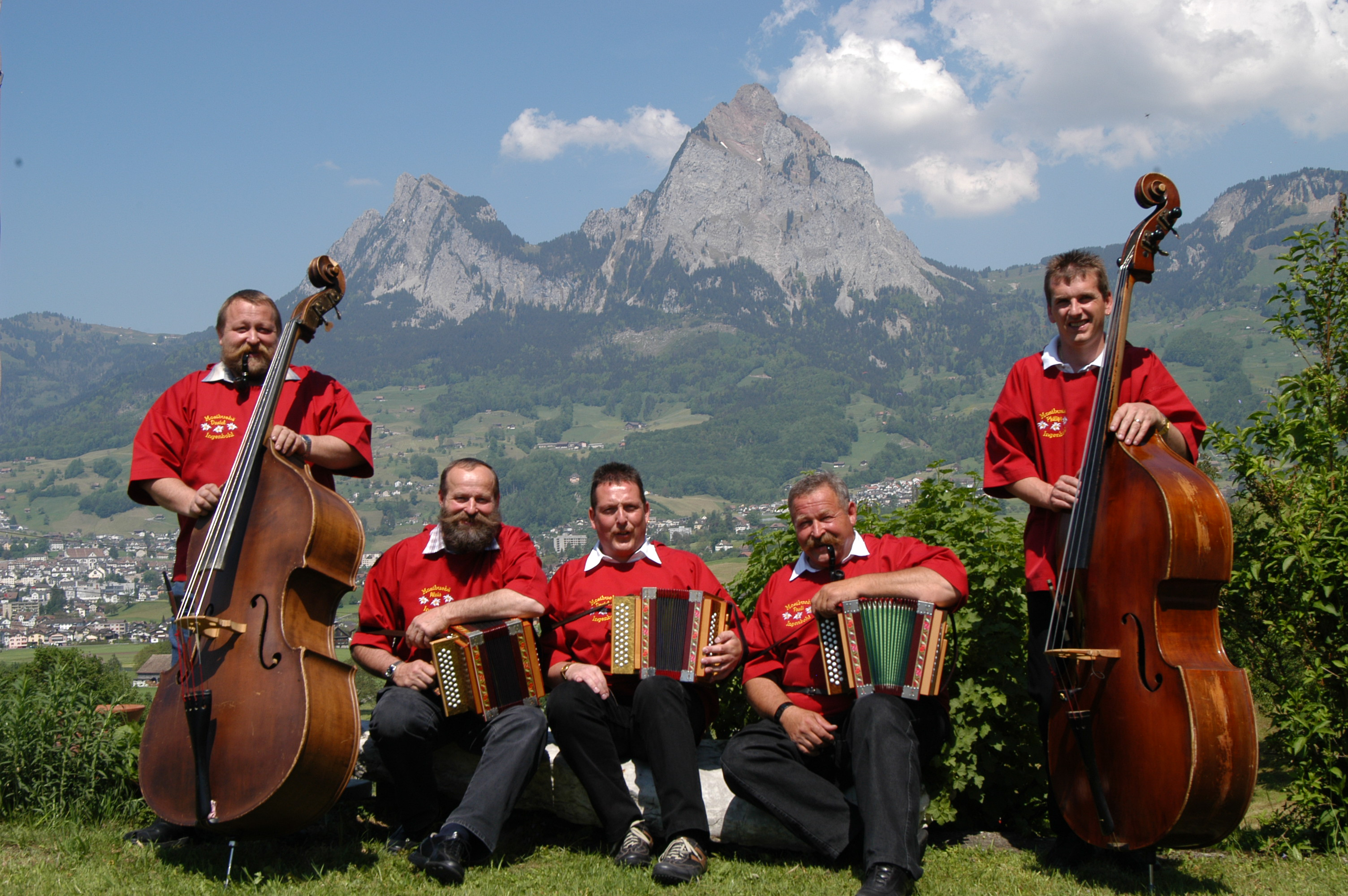
Mosibuebä

## Diskografie
- 1981 MC/LP
- 1982 MC/LP zusammen mit der Wöschbrettbänd
- 1983 MC/LP
- 1987 MC/LP Retomons & Waschi GmbH 10 Jahre
- 1991 "Schwingä und Örgälä im Alpstübli" (15 Jahr-Jubiläum)
- 1993 MC/LP/CD Retomons & Waschi GmbH
- 1999 "Örgelimusig vo 1911 - 1999"
- 2004 "Diänigs usem Schwyzerbiet"
- 2006 "30 Jahre Mosibuebä"
- 2013 "Vo früener bis hüt"

Zudem gibt es etliche CDs, auf denen die Mosibuebä mit einzelnen Titeln enthalten sind.

## Hörbeispiele Mosibuebä
- Kilchbergsieger Eugen Hasler von Paul Lüöndⓘ/?
- Einzug der Greifler in Bulle von Paul Lüöndⓘ/?

## Kompositionen von Paul Lüönd (Auswahl)
Alberts Geburtstagsfäscht, Bi ruch und guät, Biemscht-Chuächä & Greubi-Chrapfä, Bim Pius uf em Urmiberg, Bim Xaveri im Täli, Black Finger, Chilbimorgä im Alperösli, Cornelia, De Banjo-Otti, Edith und Stefan Schaller, Einzug der Greifler in Bulle, Genosse Gnos, Häppys Alka-Seltzer, He du Leni, Heinz Eggenberger-Marsch, Heja Volvo, Hudli-Demokratie, Is Tobitschä z'Ingenbohl, James uf dr Näbelfahrt, Kilchbergsieger Eugen Hasler, Der kleine Andreas, Kranzschwinger Andreas Lüönd, Retomons und Waschi GmbH, Richard Jackson, Stöösler Nachtläbe, Strudeli und Strätteli z'Bellinzona, SVP Kantonsrätin, s'Wellgruebi-Tänzli, Trochä Feuserlä, Üsä Werner z'Morschach, Vater Bodmer-Marsch, Zoll vom Hochmoor, Zürcher/Schmidig-Örgeli, Ä fulä Hund, Am Feldweg, Am Leewasser, De Prediger, Dr Eggälär, Fit mit Fynn, Ambri Fan-Club Muotathal, Brunner Hobby-Schäfer, Daniel Gwerder-Marsch, David's Mosi-Bar ufem Stoos, De Hermann gahd dur d'Chälä ufä, Elin Sandra, Im Hundenen-Zoo, Mosi-Nord, Landschriber Schibig, Manuela und Martin in Kanada, Stockäntä-Schottisch, Streng geheim, Thomas Scherrer-Schottisch, Trychler-Freud, Über Wylen, Vater's Tesinger-Trychlä, z'Ingenbohl da isch eim wohl, z'ringelume, Zwärggeissä-Polka.

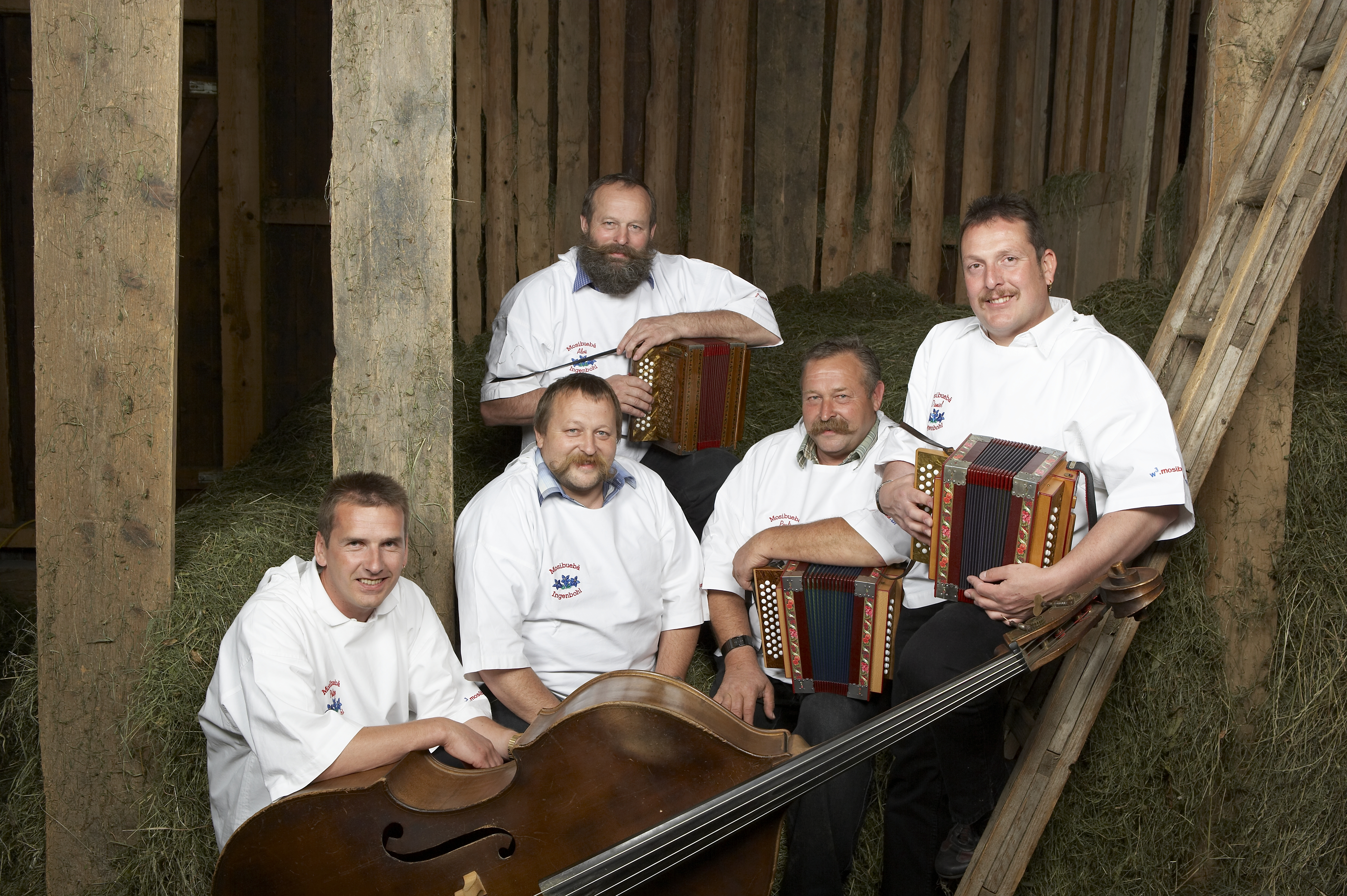
Das waren die Mosibuebä im 2006 bei der CD "30 Jahre"